# LocoRoco
LocoRoco – gra zręcznościowa stworzona i wydana przez Sony Computer Entertainment na konsolę PlayStation Portable w 2006 roku.

## Fabuła
Planeta, na której żyją MuiMui i kolorowe LocoRoco, została zaatakowana przez złe Moje. Przestraszone MuiMui pochowały się w najróżniejszych kryjówkach na całej planecie. Zadaniem LocoRoco jest odnalezienie wszystkich MuiMui i pozbycie się strasznych Moja.

## Rozgrywka
Gracz ma za zadanie tak manipulować światem widocznym na panoramicznym ekranie konsoli, aby bohaterowie gry przetaczali się lub przeskakiwali w poszczególne miejsca na planszy. Bohaterowie, którymi porusza gracz to Bloby (glutowate stworzenia), które w trakcie gry powiększają swój rozmiar po zjedzeniu jagód. W ten sposób użytkownik sięga wyższego pułapu punktowego. Im większy nasz bohater, tym trudniej mu przecisnąć się przez wąskie przejścia. W tym miejscu przydaje się funkcja rozbicia LocoRoco na małych, niezależnych od siebie bohaterów. Pojawiają się one w różnych kolorach (w zależności od etapu gry), np. żółty, czerwony, czarny, zielony, niebieski. Ostrożne manipulowanie światem LocoRoco umożliwia uniknięcie pułapek, którymi naszpikowany jest świat bohatera. Dostępne są różne scenerie świata Loco Roco: tropikalna dżungla, łąka, świat znajdujący się wewnątrz żaby czy pingwina, teren pokryty w całości śniegiem itp. Na każdym rodzaju podłoża gra się inaczej (np. na śniegu Bloby się ślizgają).